# Julián Alexander Guerrero Bonilla
Julian Alexander Guerrero Bonilla  (Bogotá, Colombia, 29 de junio de 1996) es un futbolista colombiano. Se dio a conocer en el reality show Sueño Fútbol. Actualmente juega para el Oliveira do Hospital de la tercera división de Portugal.

## Clubes
| Club                 | País     | Temporadas    |
| -------------------- | -------- | ------------- |
| Real Fortaleza       | Ecuador  | 2016          |
| CDR Quarteirense     | Portugal | 2017          |
| LGC Moncarapachense  | Portugal | 2018          |
| SG Sacavenense       | Portugal | 2018          |
| Esperança de Lagos   | Portugal | 2019          |
| Oliveira do Hospital | Portugal | 2020-presente |